# ウィリアム・ジョン・ハミルトン
ウィリアム・ジョン・ハミルトン（William John Hamilton, FRS、1805年7月5日 - 1867年6月27日）は、イングランドの地質学者。スコットランドのラナークシャー州ウィショー (Wishaw) 生まれ。

## 人物
ハミルトンは、古物収集家として知られたウィリアム・リチャード・ハミルトン（1777年 - 1859年）の長男として生まれた。チャーターハウス校を経て、1825年から1827年までゲッティンゲン大学で学んだ。その後、マドリードやパリで大使館に勤務した後、1829年に帰国した。1831年にはロンドン地質学会の会員（フェロー）となっている。1835年、ヒュー・エドウィン・ストリックランド (Hugh Edwin Strickland) とともにレバント地方へ地質学調査に赴き、そのまま調査を続けながらアルメニアを経て、小アジア（アナトリア半島）を横断した。この調査行の内容は『Researches in Asia Minor, Pontus, and Armenia』（1842年）にまとめられた。この業績に対して、王立地理学会は1844年に金メダル（創立者メダル）をハミルトンに授与した。
ハミルトンは、エルジェス山の登頂成功者として知られる最初の人物であった。
1841年から1847年まで、ニューポート（ワイト島）選挙区 (Newport (Isle of Wight)) から選出された保守党議員として庶民院に議席をもった。1854年から1866年まで地質学会会長を務めた。ハミルトンはフランスやベルギーにも調査に出かけることもあり、イタリアのトスカーナ州の岩石や鉱物や、オーバーシュタインのメノウ採掘場、マインツ盆地やヘッセン選帝侯国の地質などについても論文を書いた。